# 유창종
유창종(柳昌宗, 1945년 ~ )은 대한민국의 법조인이다. 

## 생애
본관은 전주이다. 1945년 충청남도 당진군에서 태어났다. 대전고등학교와 서울대학교 법학과를 졸업하고 1972년 제14회 사법시험에 합격하여 1974년 사법연수원 4기를 수료한 후 서울지방검찰청 검사에 임용되었다. 

## 학력
- 1961년 ~ 1964년 대전고등학교
- 1964년 ~ 1969년 서울대학교 법학 학사
- 1983년 ~ 1984년 미시간대학교 대학원 법학 석사

## 경력
- 1987년 ~ 1989년 서울올림픽조직위원회 법무실장
- 1992년 서울지방검찰청 남부지청 특수부장검사
- 1994년 광주지방검찰청 순천지청장
- 1999년 3월 1일 ~ 1999년 6월 9일 서울지방검찰청 북부지청장
- 2001년 ~ 2002년 대검찰청 중앙수사부 부장
- 2002년 ~ 2003년 서울중앙지방검찰청 검사장
- 2003년 대검찰청 마약부장
- 2003년 법무법인 세종 파트너변호사
- 2005년 ~ 2011년 국립중앙박물관회 회장
- 2008년 ~ 유금와당박물관 관장

## 저서
- 2009년 《동아시아 와당문화》
- 2015년 《돌아온 와전 이우치 컬렉션》
- 2016년 《와당으로 본 한국 고대사의 쟁점들》